# Mundialito per club di beach soccer 2012
Il Mundialito per club di beach soccer 2012 è la 2ª edizione di questo torneo.

## Squadre partecipanti
Dodici squadre hanno confermato la loro partecipazione al torneo di quest'anno, un aumento di due squadre che hanno partecipato lo scorso anno:
| GRUPPO A            | GRUPPO B         | GRUPPO C             |
| ------------------- | ---------------- | -------------------- |
| Boca Juniors        | Barcelona        | Al-Ahli              |
| Milano Beach Soccer | Flamengo         | Corinthians          |
| Santos              | São Paulo        | BSC Lokomotiv Moskva |
| Vasco da Gama       | Seattle Sounders | Sporting CP          |

## Draft
Il 25 aprile 2012, presso la sede del Beach Soccer Worldwide a Barcellona, in Spagna, si è svolto il Draft ufficiale, con ciascuna squadra che ha selezionato dieci giocatori ciascuno. Ogni squadra ha tempo fino al 21.59 GMT del 27 aprile 2012 per completare qualsiasi trasferimento di giocatori e anche la conferma di una possibile ex stella del calcio (che sarà approvata da Beach Soccer Worldwide).
Secondo la bozza di procedura, il rappresentante della squadra di ogni Club deve partecipare a quell'incontro nei due luoghi sopra menzionati, e sarà lui il responsabile della scelta dei giocatori per la sua squadra. Tutti i giocatori di Beach Soccer possono essere potenzialmente selezionati, e, proprio come succede nei grandi eventi per campionati come NBA, NHL o Major League Baseball, per impostare un bilanciamento, un torneo competitivo, la bozza per l'elezione dei giocatori seguirà alcune linee guida.
Il "Draft" ha seguito i seguenti criteri: tre giocatori nazionali (scelti in precedenza), tre giocatori continentali, un giocatore UEFA / CONMEBOL (Sud America ed Europa), un giocatore di AFC / CAF / CONCACAF / OFC (Asia / Africa / Nord America e Caraibi / Oceania) e "nazionale".

## Fase a gironi
Il sorteggio per dividere le dodici squadre in 3 gruppi da 4 squadre è stato condotto il 24 aprile 2012.

### Group A
| Squadra             | G | V | V+ | P | GF | GS | GD | Pnt |
| ------------------- | - | - | -- | - | -- | -- | -- | --- |
| Santos              | 3 | 2 | 0  | 1 | 15 | 9  | +6 | 6   |
| Boca Juniors        | 3 | 2 | 0  | 1 | 11 | 11 | 0  | 6   |
| Vasco da Gama       | 3 | 2 | 0  | 1 | 11 | 12 | −1 | 6   |
| Milano Beach Soccer | 3 | 0 | 0  | 3 | 9  | 14 | −5 | 0   |

### Gruppo B
| Squadra          | G | V | V+ | P | GF | GS | GD | Pnt |
| ---------------- | - | - | -- | - | -- | -- | -- | --- |
| Barcelona        | 3 | 2 | 1  | 0 | 15 | 9  | +6 | 8   |
| Flamengo         | 3 | 2 | 0  | 1 | 8  | 5  | +3 | 6   |
| Seattle Sounders | 3 | 1 | 0  | 2 | 6  | 8  | −2 | 3   |
| São Paulo        | 3 | 0 | 0  | 3 | 8  | 16 | −8 | 0   |

### Gruppo C
| Squadra          | G | V | V+ | P | GF | GS | GD  | Pnt |
| ---------------- | - | - | -- | - | -- | -- | --- | --- |
| Corinthians      | 3 | 2 | 0  | 1 | 15 | 9  | +6  | 6   |
| Lokomotiv Moscow | 3 | 2 | 0  | 1 | 11 | 8  | +3  | 6   |
| Sporting CP      | 3 | 2 | 0  | 1 | 10 | 9  | +1  | 6   |
| Al-Ahli          | 3 | 0 | 0  | 3 | 6  | 16 | −10 | 0   |

## Finali

### Quarti di finale
| Squadra 1            | Risultato     | Squadra 2    |
| -------------------- | ------------- | ------------ |
| Sporting CP          | 4-2           | Barcellona   |
| BSC Lokomotiv Moskva | 6–6 (2-1 dcr) | Boca Juniors |
| Flamengo             | 6-3           | Santos       |
| Vasco da Gama        | 1-0           | Corinthians  |

### Semifinali
| Squadra 1            | Risultato | Squadra 2     |
| -------------------- | --------- | ------------- |
| BSC Lokomotiv Moskva | 10-7      | Sporting CP   |
| Flamengo             | 3-2       | Vasco da Gama |

### Finale 3º-4º posto
| Squadra 1     | Risultato | Squadra 2   |
| ------------- | --------- | ----------- |
| Vasco da Gama | 5-4       | Sporting CP |

### Finale
| Squadra 1            | Risultato | Squadra 2 |
| -------------------- | --------- | --------- |
| BSC Lokomotiv Moskva | 6-4       | Flamengo  |